# Tostan
Tostan (qui signifie "éclosion" en wolof) est une organisation non gouvernementale internationale 501(c)(3) enregistrée aux États-Unis dont le siège est à Dakar, au Sénégal. Créée en 1991, l'organisation a pour mission de "donner aux communautés les moyens de développer et de réaliser leur vision de l'avenir et d'inspirer des mouvements à grande échelle conduisant à la dignité pour tous” en fournissant des programmes d'éducation non-formelle aux populations rurales et mal desservies dans plusieurs pays d'Afrique de l'Ouest. Elle emploie plus de 500 personnes et travaille pour encourager et promouvoir la participation communautaire aux projets relatifs à l'alphabétisation, la santé et l'hygiène, le bien-être des enfants, les droits humains et la démocratie, la durabilité environnementale et le renforcement économique.
Tostan adopte une approche holistique et intégrée du développement en facilitant des programmes d'éducation non-formelle basés sur les droits humains, en particulier à travers son Programme de renforcement des capacités communautaires (PRCC), qui vise à soutenir et habiliter les participants et les communautés à mener leur propre développement.
Bien que Tostan soit surtout connue pour son succès dans l'accélération de l'abandon des pratiques traditionnelles néfastes, en particulier l’excision et les mariages d'enfants, dans plusieurs pays africains, l'organisation a également obtenu des résultats positifs dans les domaines de la gouvernance, l'éducation, la santé, l'autonomisation économique et l'environnement, ainsi que dans la protection et la promotion de la petite enfance et de l'autonomie des femmes et des jeunes filles.
En 2007, Tostan a reçu le prix humanitaire Conrad N. Hilton, le plus grand prix humanitaire du monde, pour sa « contribution significative à l'allégement de la souffrance humaine. »,

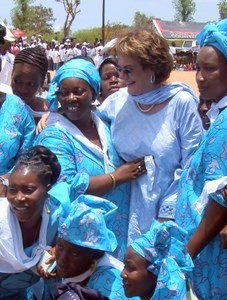
Molly Melching, la fondatrice de Tostan, en 2007 à l'occasion du dixième anniversaire de l'abandon de l'excision par les femmes de Malicounda Bambara, Sénégal

## Histoire
Tostan a été fondée en 1991 par Molly Melching, une éducatrice américaine et défenseur des droits humains, qui souhaitait offrir des programmes d'éducation holistique non-formelle aux communautés rurales du Sénégal. S'appuyant largement sur les réactions des communautés locales, Melching et une équipe de spécialistes de la culture sénégalaise ont mis au point un programme appelé le Programme de renforcement des capacités communautaires (PRCC), qui engage les communautés en travaillant dans leur propre langue et en utilisant un mélange de méthodes modernes et traditionnelles africaines d'apprentissage, comme le dialogue, le théâtre et la danse. Le programme a d'abord été lancé dans 44 communautés sénégalaises, avant d’en atteindre 350 en 1994.
Avant 1997, le PRCC comprenait six modules portant sur les compétences en résolution de problèmes, la santé et l'hygiène, la prévention de la mortalité infantile, la gestion financière, le leadership et la dynamique de groupe, et les études de faisabilité de projets générateurs de revenus. En 1997, Tostan a ajouté un septième module sur les droits humains et la santé des femmes qui comprenait également des informations sur les effets possibles de l’excision. Après avoir suivi ce module, les femmes de Malicounda Bambara, un village dans l'ouest du Sénégal, ont décidé collectivement d'abandonner la pratique de l'excision, lançant un mouvement qui a depuis lors conduit près de 9 000 communautés africaines à abandonner cette pratique.
Tostan travaillait exclusivement au Sénégal jusqu'en 1997, date à laquelle elle a commencé à mettre en œuvre le PRCC au Burkina Faso dans le cadre d'un partenariat de six ans avec l'ONG Mwangaza Action, ce qui a finalement conduit 23 communautés burkinabées à déclarer leur intention d'abandonner définitivement l’excision. En 2002, Tostan a élargi pour la première fois son offre programmatique en mettant en œuvre une initiative appelée Projet Prisons dans une prison sénégalaise à Thiès, la troisième plus grande ville du Sénégal où siégeait Tostan dans le temps. Le Projet Prisons consiste en une forme modifiée du PRCC qui vise à fournir aux détenus les ressources nécessaires pour les aider à acquérir de précieuses compétences génératrices de revenus, à rétablir le contact avec leur famille et à se réinsérer harmonieusement dans la société, réduisant ainsi également les taux de récidive.
Au cours des années 2000, alors que la demande pour sa programmation augmentait, Tostan a poursuivi son expansion, ouvrant des bureaux nationaux en Guinée (2003), en Gambie (2006), en Mauritanie (2007), en Guinée-Bissau (2008) et au Mali (2009), en plus des bureaux maintenant fermés en Somalie, au Soudan et à Djibouti.
Ces dernières années, Tostan a lancé deux campagnes à grande échelle, connues sous le nom de Projet Changement générationnel en trois ans (CG3A) et le Projet Génération Eclosion, dans un effort de promouvoir l'autonomisation des femmes et des filles et l'abandon des pratiques traditionnelles néfastes en Afrique de l'Ouest. Au cours du projet Changement générationnel en 3 ans, qui a duré de 2013 à 2016, Tostan a mis en œuvre le PRCC dans 150 communautés à travers la Guinée, la Guinée-Bissau, le Mali et la Mauritanie, touchant directement plus de 9 000 personnes et conduisant plus de 350 communautés à abandonner l’excision, le mariage des enfants et autres traditions néfastes, en plus de s'engager à soutenir les droits humains. Tostan a par la suite lancé le projet Génération Eclosion en 2017, rejoignant directement 150 communautés sur une période de trois ans en Guinée, en Guinée-Bissau, au Mali et en Gambie.
Depuis 2014, Tostan travaille en partenariat avec la Fondation Bill-et-Melinda-Gates pour améliorer ses systèmes de suivi et d'évaluation, et l'organisation utilise maintenant un cadre de résultats élaboré en collaboration avec la Fondation qui mesure les impacts dans cinq domaines clés : santé, gouvernance, autonomie économique, environnement et éducation. En 2015, en réponse à l'intérêt généralisé pour son modèle communautaire, Tostan a ouvert le Tostan Training Center (TTC) à Thiès à des participants extérieurs. Au TTC, Tostan offre un programme de formation de 10 jours sur son approche du développement communautaire, en français et en anglais, à l'intention des militants communautaires, des membres d'organisations et de gouvernements locaux, nationaux et internationaux, ainsi que des représentants du milieu universitaire et des médias.
En 2017, Melching est passée du poste de directrice exécutive à celui de directrice de l’innovation de Tostan, et Elena Bonometti lui a succédé en tant que directrice exécutive. Sous sa direction, l'organisation cherche à élaborer des modèles de mise à l'échelle efficaces pour ses programmes et ses séminaires de formation, à s'appuyer sur ses structures organisationnelles afin d'appuyer un tel passage à l'échelle, à continuer d'améliorer la mesure des résultats et à explorer d'autres possibilités de recherche en développant des partenariats aux niveaux national et international.

### Travail sur les questions transversales
Bien que le programme Tostan soit holistique, Tostan a été largement reconnue pour son succès dans l'accélération de l'abandon de l’excision, une tradition qui existe depuis des siècles dans la plupart des régions d'Afrique. Selon l'UNICEF, l'excision est une "pratique sociale auto-applicable" à laquelle les familles doivent se conformer afin d'éviter d'être ostracisées par leur communauté. En général, l'excision est pratiquée sur les jeunes filles âgées de deux à cinq ans, bien que les adolescentes la subissent souvent aussi. L'excision de type II (voir l'article sur l'excision) est le type d'excision le plus courant en Afrique de l'Ouest, la région dans laquelle Tostan mène la plupart de ses activités, bien que l'excision de type I soit également pratiquée. L'excision de type III, parfois appelée infibulation, est la forme la plus grave et est rare en Afrique de l'Ouest.
En 1997, Tostan a commencé à fournir des informations sur les effets possibles de l’excision sur la santé au sein du PRCC dans un module couvrant les droits humains et la santé des femmes. Tostan avait d'abord hésité à soulever la question de l’excision dans sa programmation, estimant qu'elle était trop sensible et risquait de miner son travail, mais l'insistance des employés sur le terrain a finalement amené l'organisation à inclure des informations sur cette pratique.
Ces nouvelles informations, ainsi qu'une nouvelle compréhension de leurs droits humains fondamentaux, ont conduit les femmes d'un village dans l'ouest du Sénégal, Malicounda Bambara, à décider collectivement d'abandonner cette pratique. Elles ont déclaré publiquement devant les médias sénégalais et internationaux en juin 1997 qu'ils n'exciseraient plus leurs filles. Les communautés environnantes, fâchées de ne pas avoir été consultées et incertaines des motifs qui poussaient les femmes à renoncer à cette pratique, ont réagi avec hostilité. Un imam du village voisin de Keur Simbara, Demba Diawara, a fait comprendre à l'équipe de Tostan qu'un changement social aussi monumental serait difficile à soutenir pour les femmes d'un seul village. Dans les régions où l'excision est pratiquée, il est courant pour une fille de se marier dans une autre famille qui vit dans un village voisin. Ne pas exciser une fille a un impact négatif considérable sur sa capacité à se marier, et une communauté qui abandonne indépendamment l'excision sans l'accord des communautés environnantes ruine les perspectives de mariage de ses filles. Par conséquent, pour mettre fin à cette pratique de façon durable, il faut que les communautés dont les enfants se marient entre elles s'entendent largement.
Après avoir appris lui-même les risques de cette pratique, Diawara a décidé de marcher de communauté en communauté dans la région de Thiès au Sénégal, où se trouvent Malicounda Bambara et Keur Simbara, pour les sensibiliser aux risques de l’excision. En février 1998, grâce en grande partie à ses efforts, 13 villages voisins ont déclaré leur décision d'adhérer à la promesse de Malicounda Bambara. Depuis lors, l'approche de Tostan a encouragé avec succès près de 9 000 communautés en Afrique à abandonner les mutilations génitales féminines et le mariage forcé, une autre pratique néfaste à laquelle l'excision est souvent associée. Le gouvernement du Sénégal a depuis adopté le modèle de l'excision de Tostan et continue de l'appliquer dans son travail pour mettre fin à l'excision dans le pays. En janvier 2019, 5 423 anciennes communautés pratiquantes ont publiquement abandonné toutes les formes d'excision au Sénégal et beaucoup d'autres ont fait de même en Afrique de l'Ouest et de l'Est. Les évaluateurs externes ont noté que les engagements pris sont généralement respectés par une grande majorité des membres de la communauté, bien qu'une certaine résistance à l'abandon soit encore présente dans les communautés qui ont déclaré la fin de cette tradition.

## Approche et théorie du changement
Tostan déclare que son approche suit la philosophie du célèbre anthropologue et historien sénégalais Cheikh Anta Diop, qui a souligné que le processus de développement devrait être éducatif pour toutes les personnes impliquées dans le processus, tant pour les travailleurs des ONG que pour les membres des communautés, et qu'il devrait être mené de manière à tirer le meilleur parti possible des connaissances et traditions existantes. Tostan mène donc sa programmation d'une manière qui tente de respecter et de bâtir sur le contexte local, croyant qu'une telle approche permet aux participants d'élargir plus facilement leur compréhension et de développer une meilleure compréhension de leurs pratiques et croyances. Toutes les séances de Tostan se déroulent dans des langues locales et les animateurs proviennent généralement du même groupe ethnique que la communauté qu'ils servent. A ce jour, les programmes de Tostan ont été mis en œuvre dans 22 langues, dont le wolof, le sérère, le peul, le soninké, le mandingue, le diola, le soussou, le malinké, le pulaar, le kissi, le guerze, le créole, le bambara, le hassanya, le serehule, le bamanankan, le somali, l'afar ainsi que l’arabe, le français et l’anglais.
Afin de créer un espace où les participants se sentent à l'aise et en sécurité pour exprimer librement leurs opinions, l'approche de Tostan met fortement l'accent sur la démocratie et les droits humains : pendant le PRCC, par exemple, les membres de la communauté apprennent ces concepts à travers des idées qui sont déjà présentes dans la communauté et sont visibles dans leur vie quotidienne. Tostan adopte donc une approche sans jugement lorsqu'elle aborde des sujets sensibles, offrant aux membres de la communauté la possibilité de réfléchir de manière profonde et significative sur ce qu'ils croient et pourquoi ils y croient sans autocensure par peur des critiques de l’extérieur.

### Théorie du changement
La théorie du changement de Tostan est largement basée sur le travail de Gerry Mackie, un chercheur de l'Université de Californie à San Diego, qui a émis l'hypothèse dans un article de la revue American Sociological Review de 1996 que l'excision, comme la pratique de la pieds bandés en Chine, prendrait fin rapidement lorsque les gens commenceraient à y mettre fin collectivement afin de préserver la possibilité pour les femmes de se marier dans leur groupe ethnique. Tostan, avec les conseils et l'apport de Mackie, a depuis développé cette idée en une vaste théorie du changement qui suppose que l'excision ne peut être abandonnée durablement que si les individus et leurs vastes réseaux sociaux sont impliqués dans le processus décisionnel, car une personne ou une communauté, étant donné ses liens avec tant d'autres groupes et réseaux, ne peut mettre un terme à cette pratique à elle seule, indépendamment de sa conviction profonde que l'abandon doit arriver.

## Programme de renforcement des capacités communautaires
Le Programme de renforcement des capacités communautaires (PRCC) est la pièce maîtresse de la programmation de Tostan. Il s'agit d'un programme d'études non-formel de trois ans fondé sur les droits fondamentaux de la personne qui fournit aux participants, adultes et adolescents, une base solide de connaissances et de compétences qui leur permet d'améliorer leur vie et de trouver des solutions efficaces aux problèmes communautaires. Le programme commence par un apprentissage des droits humains adapté au contexte local, après quoi les participants expriment une vision commune de l'avenir de leur communauté et identifient les objectifs à atteindre pour rendre sa réalisation possible. Cela se fait par un processus de dialogue et de consensus entre les membres de tous les groupes : hommes et femmes, aînés et jeunes, membres de différentes classes sociales, groupes ethniques, castes et religions. Les connaissances acquises lors des séances du programme aident ensuite la communauté à atteindre ces objectifs de façon organisée. Au lieu de se concentrer sur ce qui manque ou de porter des jugements de valeur, Tostan demande aux participants de considérer les ressources communautaires existantes et comment ils peuvent les exploiter. Le PRCC continue de faire référence aux droits humains tout au long du programme.
Le programme est divisé en deux phases : le Kobi (signifiant "labourer le sol" en mandingue), qui contient des modules sur la démocratie, les droits humains, les compétences en résolution de problèmes, la santé et l'hygiène, suivi de l'Aawde (signifiant "planter la graine" en pulaar), qui contient des modules sur la connaissance de la langue locale, le développement des petites entreprises et les notions de calcul de base. Les méthodes d'enseignement consistent en des exercices interactifs, comme le travail en petits groupes, des études de cas et des projets de recherche-action. Ces méthodes s'appuient sur des techniques orales africaines modernes et traditionnelles, y compris le théâtre, le conte, la danse, les œuvres d'art, la chanson, le débat et le partage des expériences personnelles.
Tostan croit que les changements collectifs apportés par les villageois doivent être autosuffisants. À cette fin, Tostan aide à établir des comités de gestion communautaire (CGC) qui mettent en œuvre les efforts de développement proposés par les membres de la communauté à la fin du programme. Les CGC sont composés de 17 membres démocratiquement sélectionnés, dont au moins neuf sont des femmes, et tous reçoivent une formation de Tostan sur la manière d'exercer efficacement leurs fonctions et sur le rôle que les méthodes participatives de prise de décision peuvent jouer dans leur travail.
Tostan utilise les commentaires qu'elle reçoit des participants et des dirigeants locaux, tant religieux que laïques, pour mettre à jour et réviser régulièrement ses programmes, en adoptant une approche qui met l'accent sur l'adaptation et l'ajustement en fonction des besoins des apprenants, du contexte socioculturel de la région et des éléments de conception du programme, permettant à l'organisation de s'étendre plus facilement à de nouveaux pays et contextes culturels. Tostan valorise également la recherche externe et soutient les évaluateurs externes dans la réalisation de leurs évaluations.

### Modifications au PRCC
Au fil du temps, de nouveaux modules ont été progressivement intégrés au PRCC. Depuis 2009, l'Initiative Jokko, qui enseigne aux participants comment utiliser un téléphone mobile pour envoyer des messages, à la fois comme moyen de communication et comme moyen de mettre en pratique les compétences récemment acquises, a été intégrée au PRCC dans toutes les communautés ayant une couverture cellulaire adéquate. Tostan considère l'utilisation des téléphones mobiles et des SMS comme une méthode efficace pour accélérer la transformation sociale positive en connectant les communautés, en amplifiant les voix des femmes, des jeunes et des groupes marginalisés, et en fournissant une plateforme pour l'échange d'idées.
Des évaluations externes antérieures de Tostan ont révélé des cas où les membres de la communauté n'ont pas été en mesure d'utiliser pleinement l'information obtenue pendant la programmation de Tostan en raison d'un manque de ressources et d'infrastructure. Afin de combler cette lacune, Tostan offre des subventions de développement communautaire d'une valeur de 300 à 1 000 $US aux CGC et aux particuliers pendant et après le PRCC, qui sont souvent utilisées soit pour financer des projets de développement communautaire, soit pour démarrer un fonds de crédit renouvelable communautaire. Ces fonds de crédit renouvelable peuvent permettre à des personnes, notamment des femmes, de lancer leurs propres activités génératrices de revenus, en les aidant à subvenir aux besoins de leur famille et à redonner à leur communauté, en plus de leur donner la possibilité d'utiliser les connaissances et les compétences acquises au cours du programme. Les fonds sont contrôlés et distribués par les CGC, qui décident des taux d'intérêt et de la durée des prêts qu'ils vont accorder.
Le module Protection de l'enfance, conçu en 2010, offre une formation spéciale aux comités de gestion communautaire sur la façon de traiter les questions relatives au bien-être des enfants. Il vise à établir un consensus autour des droits de l'enfant tout en sensibilisant aux diverses normes morales, sociales et juridiques qui touchent les enfants.
En 2013, un nouveau projet appelé Ndimaagu (mot pulaar pour 'dignité'), a été testé dans 55 communautés à Tambacounda, une ville dans le sud-est du Sénégal. Le projet intègre des cours supplémentaires sur le genre dans le PRCC, offre des formations sur la prévention de la violence pour les autorités locales, les chefs traditionnels et religieux, et établit des partenariats entre les comités de gestion communautaire, les organisations non gouvernementales, les institutions gouvernementales, les dirigeants communautaires et les prestataires de services répondant à la violence basée sur le genre au Sénégal.
En 2017, Tostan a piloté un nouveau module visant à "combler le fossé" entre les communautés locales et les structures gouvernementales locales nouvellement décentralisées au Sénégal. Avec l'appui de l'UNICEF, Tostan a dirigé des formations dans les langues locales à l'intention des fonctionnaires des administrations locales sur les droits humains et les responsabilités, la corruption, la bonne gouvernance et la budgétisation au niveau local, tout en ajoutant une formation pour les communautés locales sur la meilleure façon de collaborer avec elles pour s'assurer que leurs besoins sont satisfaits dans leurs budgets locaux.

## Autres programmes
Tostan offre plusieurs programmes supplémentaires aux communautés qui ont terminé le PRCC. Ces programmes visent à aider les communautés à conserver les connaissances acquises dans le cadre du PRCC et à contribuer au développement des conditions dans lesquelles ces connaissances peuvent être pleinement utilisées. Le Projet Paix et Sécurité (P&S) a été lancé en avril 2012 et vise à établir des liens entre les initiatives communautaires de promotion de la paix et les décideurs politiques régionaux, afin de contribuer à la paix et la sécurité à tous les niveaux. Ce module élargit le programme de base du PRCC pour inclure l'analyse et la prévention des conflits, les techniques de médiation et de communication, et le rôle des femmes dans la paix et la sécurité. Il a depuis été mis en œuvre au Sénégal, en Guinée-Bissau et en Guinée.
Le module Renforcement des pratiques parentales (RPP), qui vise à aider les parents et l'ensemble de la communauté à stimuler le développement du cerveau de la petite enfance afin de mieux préparer les enfants à l'école, a été mis en œuvre pour la première fois dans 232 communautés au Sénégal en 2013. Le module tente de surmonter certaines normes sociales et pratiques traditionnelles qui se sont avérées être détrimentales au développement du cerveau des nourrissons. Beaucoup de gens en Afrique de l’Ouest, tant en milieu rural qu'en milieu urbain, croient que les nourrissons doivent être protégés contre les esprits dangereux et, pour les protéger, certains parents évitent donc de regarder les nouveau-nés dans les yeux et de leur parler régulièrement et directement, actions qui se sont révélées cruciales pour le développement des facultés intellectuelles des jeunes enfants grâce aux progrès récents en neuroscience. Au cours du module RPP, les facilitateurs partagent des techniques qui enrichissent les interactions entre les parents et leurs jeunes enfants et qui sont toutes liées aux droits humains fondamentaux des enfants à l'éducation et à la santé. Ces techniques consistent à parler à leurs jeunes enfants à l'aide d'un vocabulaire riche et complexe, à leur poser des questions et à les aider à y répondre, à copier leurs enfants de façon ludique, à leur raconter des histoires et à leur décrire des objets en détail. Le module RPP a été évalué par des chercheurs de l'Université Stanford en 2016, ce qui a démontré, entre autres résultats, que les enfants dont les fournisseurs de soins avaient suivi le module RPP avaient augmenté le nombre de leurs mots de 32 % de plus que leurs pairs dans les milieux contrôles, et que les enfants des communautés RPP avaient fait des gains beaucoup plus importants dans les jalons linguistiques et le langage expressif que ceux des communautés non RPP.
Grâce au Projet Solar Power!, en partenariat avec le Barefoot College en Inde, Tostan a donné aux femmes rurales africaines qui ont clôturé le PRCC la possibilité de suivre une formation d'ingénieur en énergie solaire. Après six mois de formation au Barefoot College, les femmes sont retournées chez elles avec des compétences qui leur permettaient de fournir de l’électricité à leurs communautés et de gagner un revenu pour elles-mêmes et pour leur comité de gestion communautaire. De 2009 à 2016, 25 participantes du programme de Tostan ont suivi des cours au Barefoot College, dont 13 femmes du Sénégal, 5 de Guinée-Bissau, 5 de Djibouti et 2 de Gambie.

### Programmation modifiée du PRCC
Tostan offre deux versions modifiées du PRCC. Connus sous le nom de Projet Prisons et de Programme de renforcement des capacités des jeunes, ces programmes s'adressent à des groupes qui, normalement, n'auraient pas accès au PRCC traditionnel, mais qui peuvent quand même en bénéficier. Lancé pour la première fois en 1999, le Projet Prisons vise à aider les détenus à réintégrer leur communauté, ce qu'elle accomplit en renforçant leurs connaissances des droits humains et en les dotant des compétences pratiques nécessaires pour lancer des activités génératrices de revenus. Tostan facilite également les médiations familiales pour aider les anciens détenus à réintégrer leur communauté après leur libération. Le Programme de renforcement des capacités des jeunes se déroule généralement dans les zones urbaines, où le programme d'études du PRCC est adapté pour le rendre plus pertinent pour les jeunes qui passent par le système éducatif et cherchent un emploi, ce qui les aide à acquérir les compétences nécessaires pour réussir.

## Partenaires, prix, et reconnaissance
Les donateurs de Tostan comprennent la Fondation Greenbaum, l'Agence suédoise de développement et coopération internationale (SIDA), l'UNICEF, l'Fonds des Nations unies pour la population (UNFPA), USAID, le Fonds mondial Wallace et la Fondation William et Flora Hewlett, entre autres. En août 2007, Tostan a reçu le Prix d'alphabétisation Roi Sejong de l'UNESCO. En septembre 2007, Tostan a reçu le prix humanitaire Conrad N. Hilton pour sa "contribution extraordinaire à l'allégement de la souffrance humaine", et en 2010, Tostan et sa fondatrice Molly Melching ont été reconnus par la Fondation Skoll avec le prix Skoll de l'entrepreneuriat social. Tostan a reçu un "Prix en action" de la Fondation Cécilia Attias pour les femmes en 2012, en reconnaissance de son travail dans l'amélioration des systèmes de santé et des soins maternels au niveau communautaire. En 2013, la fondatrice Molly Melching a reçu le prix "Women of Impact" lors du 4e Sommet mondial annuel des femmes. En 2002, Melching a reçu le prix humanitaire Sargent Shriver Distinguished Humanitarian Award de la National Peace Corps Association pour son travail avec Tostan ; il est décerné aux volontaires du Corps de la paix qui continuent à apporter une contribution soutenue et distinguée aux causes humanitaires au pays ou à l'étranger ou qui sont des entrepreneurs sociaux novateurs dont les actions entraîneront des changements significatifs à long terme. En 2015, Tostan a reçu, avec l'ancien président américain Bill Clinton, le Prix Thomas J. Dodd pour la justice internationale et les droits humains.

### Sources et bibliographie
- Ben Cislaghi, Diane Gillespie, Gerry Mackie, Values Deliberation and Collective Action in Rural Senegal https://www.palgrave.com/gb/book/9783319337555
- Ben Cislaghi, Human Rights and Community-led Development: Lessons from Tostan, https://edinburghuniversitypress.com/book-human-rights-and-community-led-development.html
- Ben Cislaghi, The story of the “now-women”: changing gender norms in rural West Africa https://www.tandfonline.com/doi/abs/10.1080/09614524.2018.1420139?tab=permissions&scroll=top
- Amat Mamadou, « De la ponte à l’éclosion, la belle histoire de Tostan », Le Courrier de l’Unesco no 7, 2007  (ISSN 1993-8616) : http://portal.unesco.org/fr/ev.php-URL_ID=39025&URL_DO=DO_TOPIC&URL_SECTION=201.html
- Easton Peter, Monkman Karen et Miles Rebecca, « Social policy from the bottom-up: abandoning FGC in sub-Saharan Africa », Development in practice, Volume 13, no 5, 2003, pp. 445–447.
- Gillespie Diane, Melching Molly, The transformative power of democracy and Human rights in non formal education: the case of Tostan, Article en cours d’édition, 2008.
- International Herald Tribune (13/08/2007 : http://www.iht.com/articles/ap/2007/08/13/africa/AF-GEN-Senegal-Humanitarian-Prize.php)
- Mackie Gerry, “Ending footbinding and infibulation: a convention account”, in American Sociological Review, vol. 61, no 6, 1996, pp. 999–1017.
- Mackie Gerry, « Abandoning FGC : The beginning of the end », in Bettina Shell-Duncan et Ylva Hernlund (eds), Female Circumcision in Africa: Culture, Controversy and Change Boulder, Lynne Rienner Publishers, 2000, Londres, pp. 253-281.
- Melching Molly, “Abandoning female genital cutting in Africa”, in Susan Perry et Celeste Schenk (eds), Eye to eye, women practicing development across cultures, Zed Books, Londres et New York, 2001, pp.156-170.
- Panet Sabine, « C’est comme ça que ça germe. Changement social au Sénégal : le cas de l’ONG Tostan », in Jean-Luc Dubois, Parul Bakhshi, Anne-Sophie Brouillet, Chantal Duray-Soundron (dirs), Repenser l’action collective, une approche par les capabilités, L’Harmattan, 2008.
- Tattersall Nick (12/08/2007). « Grass roots African group wins top world aid award », Reuters online, Reuters. http://africa.reuters.com/country/DJ/news/usnL12256053.html